# Nautilus pompilius
Nautilus pompilius és una espècie de mol·lusc cefalòpode de la família Nautilidae; és el nàutil més conegut. La conquilla, quan es talla per la meitat com a la fotografia de més avall, mostra un recobriment de nacre llustrós, i exhibeix una espiral equiangular quasi perfecta. Té uns ulls primitius comparant-los amb altres cefalòpodes, no té lents. Té uns 90 tentacles i no presenta ventoses, fet que també el fa diferent dels altres cefalòpodes. Aquest animal nocturn té un parell de rinòfors, amb els quals detecta substàncies químiques i utilitza l'olfacte i quimiotaxi per a trobar el seu menjar. L'esperança de vida d'aquesta espècie de nàutil se situa per sobre dels 11-12 anys.

## Subespècies
S'han descrit dues subespècies de N. pompilius, per bé que no estan reconegudes per WoRMS:
- Nautilus pompilius pompilius. És, de lluny, el més comú i estès de tots els nàutils. A vegades se l'anomena nàutil emperador en referència a la seva gran mida. La distribució de N. p. pompilus cobreix el Mar d'Andaman fins a Fiji i del sud del Japó a la Gran barrera de corall. Excepcionalment, els espècimens més grossos amb una conquilla de més de 268 mm han estat recollits d'Indonèsia i el nord d'Austràlia. Aquesta forma gegant va ser descrita com a Nautilus repertus (Iredale, 1944); de tota manera, molts científics no els consideren espècies separades.
- Nautilus pompilius suluensis. És molt més petit que la seva subespècie germana Nautilus pompilius pompilius. Es localitza al mar Sulu a l'àrea sud-oest de les Filipines. La conquilla de l'espècimen més gran mesurat feia 148 mm de diàmetre.

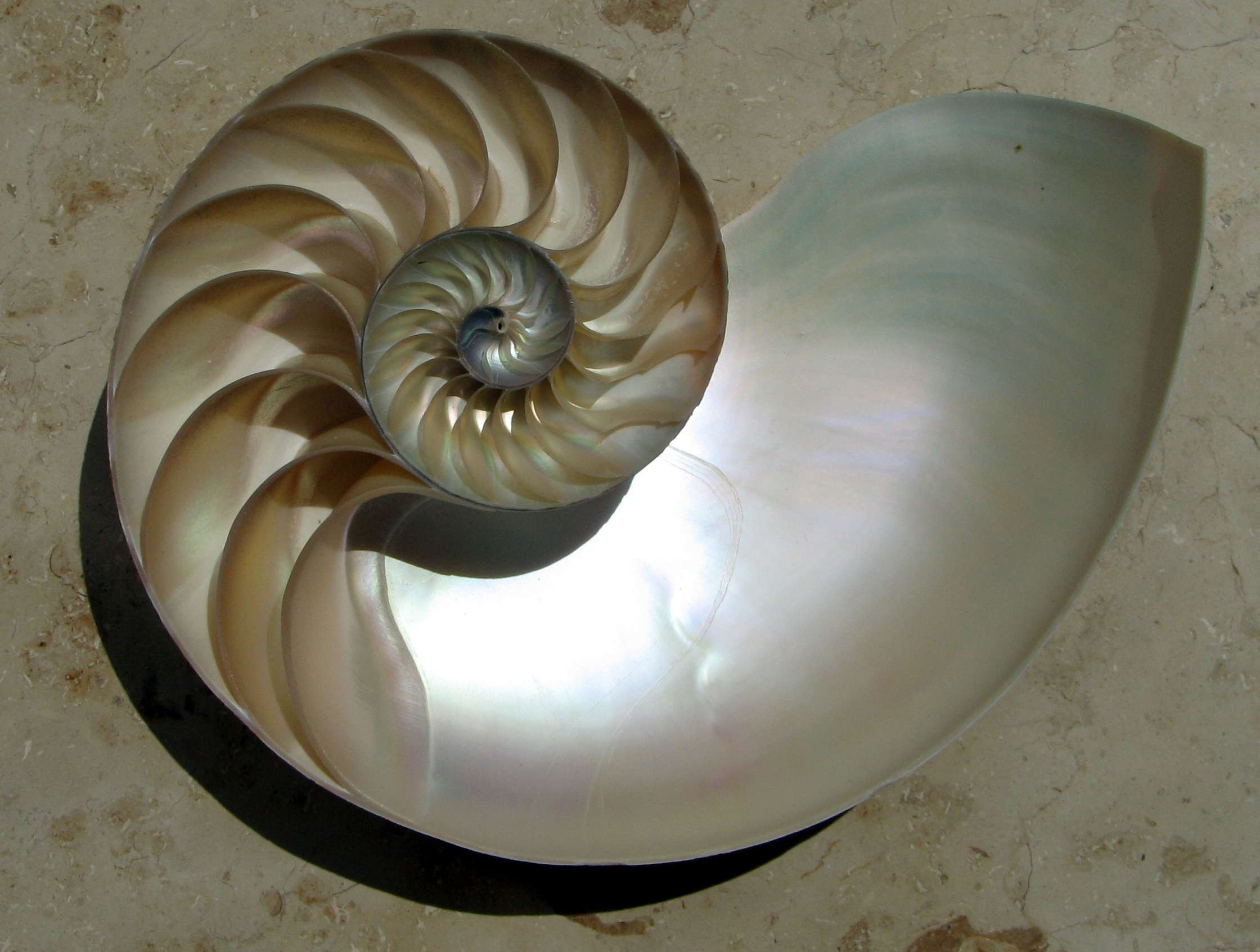